# Kihnu község

Kihnu község elhelyezkedése Észtországban

Kihnu község (észtül: Kihnu vald) önkormányzattal rendelkező közigazgatási egység Észtország Pärnu megyéjében. A község székhelye Sääre falu.
A község területe a Rigai-öbölben elhelyezkedő Kihnu szigetét és a közelében található 80 kisebb szigetet foglalja magában. Teljes területe 17,3 km² (ebből a kis szigetek területe 0,0029 km²), ezzel ez Észtország legkisebb területű községe.
Kihnu község mint közigazgatási egység jelenlegi formájában 1992. május 21-én jött létre, a 2017-es közigazgatási reform nem érintette.
Lakossága 2021. január 1-jén 690 fő volt. A községhez négy falu tartozik: Lemsi, Linaküla, Rootsiküla és Sääre.